# Potentat
Potentat betyder (enevældig) magthaver; fremtrædende eller indflydelsesrig person.